# Ngaliema
Ngaliema är en stadsdel (franska: commune) i Kinshasa.